# Parafia św. Jana Teologa w Dąbrowie Białostockiej
Parafia św. Jana Teologa – parafia prawosławna w Dąbrowie Białostockiej, w dekanacie Sokółka diecezji białostocko-gdańskiej.
Na terenie parafii funkcjonuje 1 cerkiew:
- cerkiew św. Jana Teologa w Dąbrowie Białostockiej – parafialna

## Historia
Prawosławni mieszkańcy Dąbrowy Białostockiej należeli początkowo do parafii w Jacznie. Jesienią 1983 r. rozpoczęto w mieście budowę cerkwi, według projektu Jerzego Kuźmienki. Niespełna 2 lata później (22 sierpnia 1985 r.) arcybiskup białostocki i gdański Sawa erygował w Dąbrowie Białostockiej samodzielną parafię. 1 września 1985 r. w podziemiach budowanej cerkwi służono pierwszą Boską Liturgię. W 1989 r. założono cmentarz parafialny, poświęcony 21 maja przez arcybiskupa Sawę oraz metropolitę nowosybirskiego i barnaułskiego Gedeona. W 1990 r. rozpoczęto budowę plebanii, którą oddano do użytku i wyświęcono w 1993 r. 1 października 1995 r. arcybiskup Sawa dokonał konsekracji cerkwi parafialnej.

## Liczba wiernych i zasięg terytorialny
W 2017 r. parafia liczyła 750 osób zamieszkujących miejscowości: Dąbrowa Białostocka, Kropiwno, Szuszalewo, Jałowo, Stock, Różanystok, Mościcha, Grodziszczany, Ostrowie, Sadek, Bierwicha, Siekierka, Słomianka i Lipsk.

## Proboszczowie
- 1985–2020[3] – ks. Mikołaj Dejneko
- od 2021 – ks. Wiktor Tetiurka[4]